# محمد ابراهیم (زابل)
محمد ابراهیم یا حسن محمد، روستایی در دهستان بنجار بخش مرکزی شهرستان زابل در استان سیستان و بلوچستان ایران است.

## جمعیت
بر پایه سرشماری عمومی نفوس و مسکن در سال ۱۳۹۵، جمعیت این روستا برابر با ۶۸ نفر (۱۷ خانوار) بوده‌است.